# Pseudopoda
Pseudopoda is een geslacht van spinnen uit de  familie van de Sparassidae (jachtkrabspinnen).

## Soorten
- Pseudopoda abnormis Jäger, 2001
- Pseudopoda acuminata Zhang, Zhang & Zhang, 2013
- Pseudopoda akashi (Sethi & Tikader, 1988)
- Pseudopoda albolineata Jäger, 2001
- Pseudopoda albonotata Jäger, 2001
- Pseudopoda alta Jäger, 2001
- Pseudopoda amelia Jäger & Vedel, 2007
- Pseudopoda anguilliformis Zhang, Jäger & Liu, 2017
- Pseudopoda ashcharya Jäger & Kulkarni, 2016
- Pseudopoda ausobskyi Jäger, 2001
- Pseudopoda bangaga Jäger, 2015
- Pseudopoda biapicata Jäger, 2001
- Pseudopoda bibulba (Xu & Yin, 2000)
- Pseudopoda bicruris Quan, Zhong & Liu, 2014
- Pseudopoda birmanica Jäger, 2001
- Pseudopoda brauni Jäger, 2001
- Pseudopoda breviducta Zhang, Zhang & Zhang, 2013
- Pseudopoda cangschana Jäger & Vedel, 2007
- Pseudopoda casaria (Simon, 1897)
- Pseudopoda chauki Jäger, 2001
- Pseudopoda chayuensis Zhao & Li, 2018
- Pseudopoda cheppe Caleb, 2018
- Pseudopoda chulingensis Jäger, 2001
- Pseudopoda coenobium Jäger, Li & Krehenwinkel, 2015
- Pseudopoda colubrina Zhao & Li, 2018
- Pseudopoda conaensis Zhao & Li, 2018
- Pseudopoda confusa Jäger, Pathoumthong & Vedel, 2006
- Pseudopoda contentio Jäger & Vedel, 2007
- Pseudopoda contraria Jäger & Vedel, 2007
- Pseudopoda cuneata Jäger, 2001
- Pseudopoda daliensis Jäger & Vedel, 2007
- Pseudopoda dama Jäger, 2001
- Pseudopoda damana Jäger, 2001
- Pseudopoda dao Jäger, 2001
- Pseudopoda daxing Zhao & Li, 2018
- Pseudopoda dhulensis Jäger, 2001
- Pseudopoda digitata Jäger & Vedel, 2007
- Pseudopoda diversipunctata Jäger, 2001
- Pseudopoda emei Zhang, Zhang & Zhang, 2013
- Pseudopoda everesta Jäger, 2001
- Pseudopoda exigua (Fox, 1938)
- Pseudopoda exiguoides (Song & Zhu, 1999)
- Pseudopoda fabularis Jäger, 2008
- Pseudopoda fissa Jäger & Vedel, 2005
- Pseudopoda gemina Jäger, Pathoumthong & Vedel, 2006
- Pseudopoda gexiao Zhao & Li, 2018
- Pseudopoda gibberosa Zhang, Zhang & Zhang, 2013
- Pseudopoda gogona Jäger, 2001
- Pseudopoda gongschana Jäger & Vedel, 2007
- Pseudopoda grahami (Fox, 1936)
- Pseudopoda grasshoffi Jäger, 2001
- Pseudopoda heteropodoides Jäger, 2001
- Pseudopoda hingstoni Jäger, 2001
- Pseudopoda hirsuta Jäger, 2001
- Pseudopoda huberi Jäger, 2015
- Pseudopoda huberti Jäger, 2001
- Pseudopoda hyatti Jäger, 2001
- Pseudopoda intermedia Jäger, 2001
- Pseudopoda interposita Jäger & Vedel, 2007
- Pseudopoda jirensis Jäger, 2001
- Pseudopoda kalinchoka Jäger, 2001
- Pseudopoda kasariana Jäger & Ono, 2002
- Pseudopoda khimtensis Jäger, 2001
- Pseudopoda kullmanni Jäger, 2001
- Pseudopoda kunmingensis Sun & Zhang, 2012
- Pseudopoda lacrimosa Zhang, Zhang & Zhang, 2013
- Pseudopoda latembola Jäger, 2001
- Pseudopoda lushanensis (Wang, 1990)
- Pseudopoda lutea (Thorell, 1895)
- Pseudopoda maeklongensis Zhao & Li, 2018
- Pseudopoda marmorea Jäger, 2001
- Pseudopoda marsupia (Wang, 1991)
- Pseudopoda martensi Jäger, 2001
- Pseudopoda martinae Jäger, 2001
- Pseudopoda martinschuberti Jäger, 2015
- Pseudopoda mediana Quan, Zhong & Liu, 2014
- Pseudopoda medogensis Zhao & Li, 2018
- Pseudopoda megalopora Jäger, 2001
- Pseudopoda minor Jäger, 2001
- Pseudopoda monticola Jäger, 2001
- Pseudopoda namkhan Jäger, Pathoumthong & Vedel, 2006
- Pseudopoda nanyueensis Tang & Yin, 2000
- Pseudopoda nyingchiensis Zhao & Li, 2018
- Pseudopoda obtusa Jäger & Vedel, 2007
- Pseudopoda ohne Logunov & Jäger, 2015
- Pseudopoda parvipunctata Jäger, 2001
- Pseudopoda peronata Zhang, Jäger & Liu, 2017
- Pseudopoda perplexa Jäger, 2008
- Pseudopoda physematosa Zhang, Jäger & Liu, 2019
- Pseudopoda pingu Jäger, 2015
- Pseudopoda platembola Jäger, 2001
- Pseudopoda prompta (O. Pickard-Cambridge, 1885)
- Pseudopoda putaoensis Zhao & Li, 2018
- Pseudopoda recta Jäger & Ono, 2001
- Pseudopoda rhopalocera Yang, Chen, Chen & Zhang, 2009
- Pseudopoda rivicola Jäger & Vedel, 2007
- Pseudopoda robusta Zhang, Zhang & Zhang, 2013
- Pseudopoda roganda Jäger & Vedel, 2007
- Pseudopoda rufosulphurea Jäger, 2001
- Pseudopoda saetosa Jäger & Vedel, 2007
- Pseudopoda schawalleri Jäger, 2001
- Pseudopoda schwendingeri Jäger, 2001
- Pseudopoda semiannulata Zhang, Zhang & Zhang, 2013
- Pseudopoda semilunata Zhang, Jäger & Liu, 2019
- Pseudopoda serrata Jäger & Ono, 2001
- Pseudopoda shacunensis Zhao & Li, 2018
- Pseudopoda shillongensis (Sethi & Tikader, 1988)
- Pseudopoda shuo Zhao & Li, 2018
- Pseudopoda shuqiangi Jäger & Vedel, 2007
- Pseudopoda sicca Jäger, 2008
- Pseudopoda sicyoidea Zhang, Jäger & Liu, 2017
- Pseudopoda signata Jäger, 2001
- Pseudopoda sinapophysis Jäger & Vedel, 2007
- Pseudopoda sinopodoides Jäger, 2001
- Pseudopoda songi Jäger, 2008
- Pseudopoda spiculata (Wang, 1990)
- Pseudopoda spirembolus Jäger & Ono, 2002
- Pseudopoda straminiosa (Kundu, Biswas & Raychaudhuri, 1999)
- Pseudopoda subbirmanica Zhao & Li, 2018
- Pseudopoda taibaischana Jäger, 2001
- Pseudopoda thorelli Jäger, 2001
- Pseudopoda tiantangensis Quan, Zhong & Liu, 2014
- Pseudopoda tinjura Jäger, 2001
- Pseudopoda titan Zhao & Li, 2018
- Pseudopoda tji Jäger, 2015
- Pseudopoda triangula Zhang, Zhang & Zhang, 2013
- Pseudopoda triapicata Jäger, 2001
- Pseudopoda trisuliensis Jäger, 2001
- Pseudopoda varia Jäger, 2001
- Pseudopoda virgata (Fox, 1936)
- Pseudopoda wamwo Jäger, 2015
- Pseudopoda wang Jäger & Praxaysombath, 2009
- Pseudopoda wu Jäger, Li & Krehenwinkel, 2015
- Pseudopoda xia Zhao & Li, 2018
- Pseudopoda yinae Jäger & Vedel, 2007
- Pseudopoda yuanjiangensis Zhao & Li, 2018
- Pseudopoda yunnanensis (Yang & Hu, 2001)
- Pseudopoda zhangi Fu & Zhu, 2008
- Pseudopoda zhangmuensis (Hu & Li, 1987)
- Pseudopoda zhejiangensis (Zhang & Kim, 1996)
- Pseudopoda zhenkangensis Yang, Chen, Chen & Zhang, 2009
- Pseudopoda zixiensis Zhao & Li, 2018